# 卡佩勒莱格朗
卡佩勒莱格朗（法語：Capelle-les-Grands，法語發音：[kapɛl le ɡʁɑ̃]）是法国厄尔省的一个市镇，属于贝尔奈区。

## 地理
卡佩勒莱格朗（49°2'46"N, 0°28'27"E）面积13.39 平方千米，位于法国诺曼底大区厄尔省，该省份为法国北部内陆省份，北起滨海塞纳省，西接奧恩省和卡爾瓦多斯省，南至厄尔-卢瓦省，东临瓦兹省、瓦兹河谷省和伊夫林省。
与卡佩勒莱格朗接壤的市镇（或旧市镇、城区）包括：格朗康、普兰维尔、圣欧班迪泰内、圣维克托-德克雷蒂安维尔。

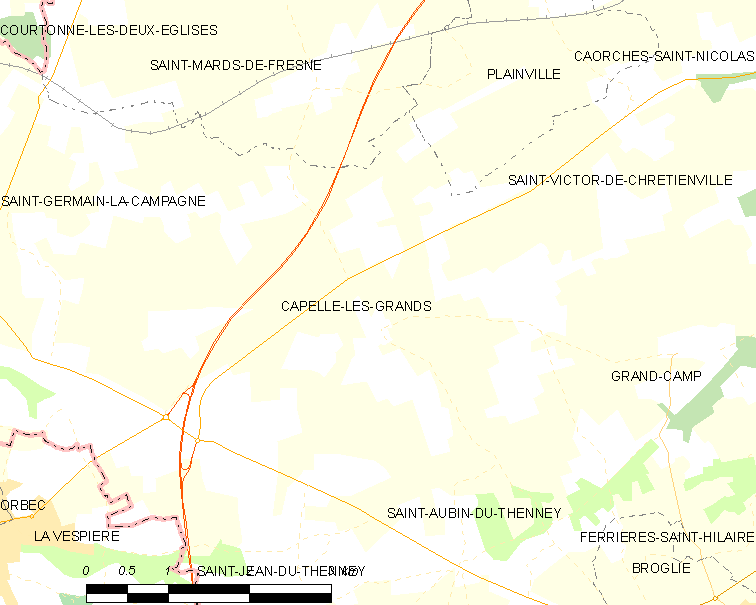
卡佩勒莱格朗的OSM定位图

卡佩勒莱格朗的时区为UTC+01:00、UTC+02:00（夏令时）。

## 行政
卡佩勒莱格朗的邮政编码为27270，INSEE市镇编码为27130。

## 政治
卡佩勒莱格朗所属的省级选区为布勒特伊县。

## 人口

1962-2008年间卡佩勒莱格朗人口变化图示

卡佩勒莱格朗于2022年1月1日时的人口数量为426人。